# アチウ島

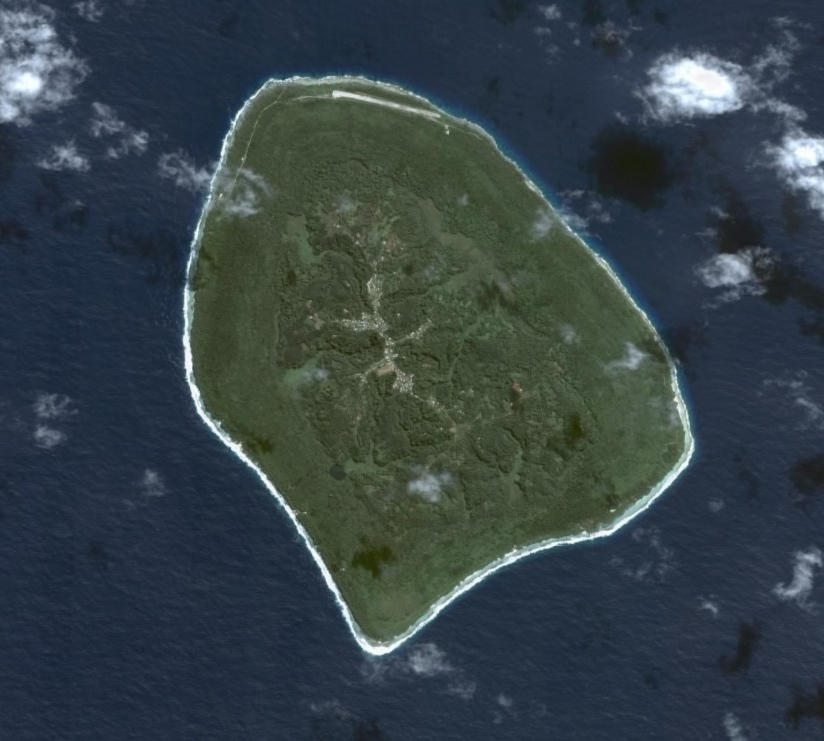
アチウ島

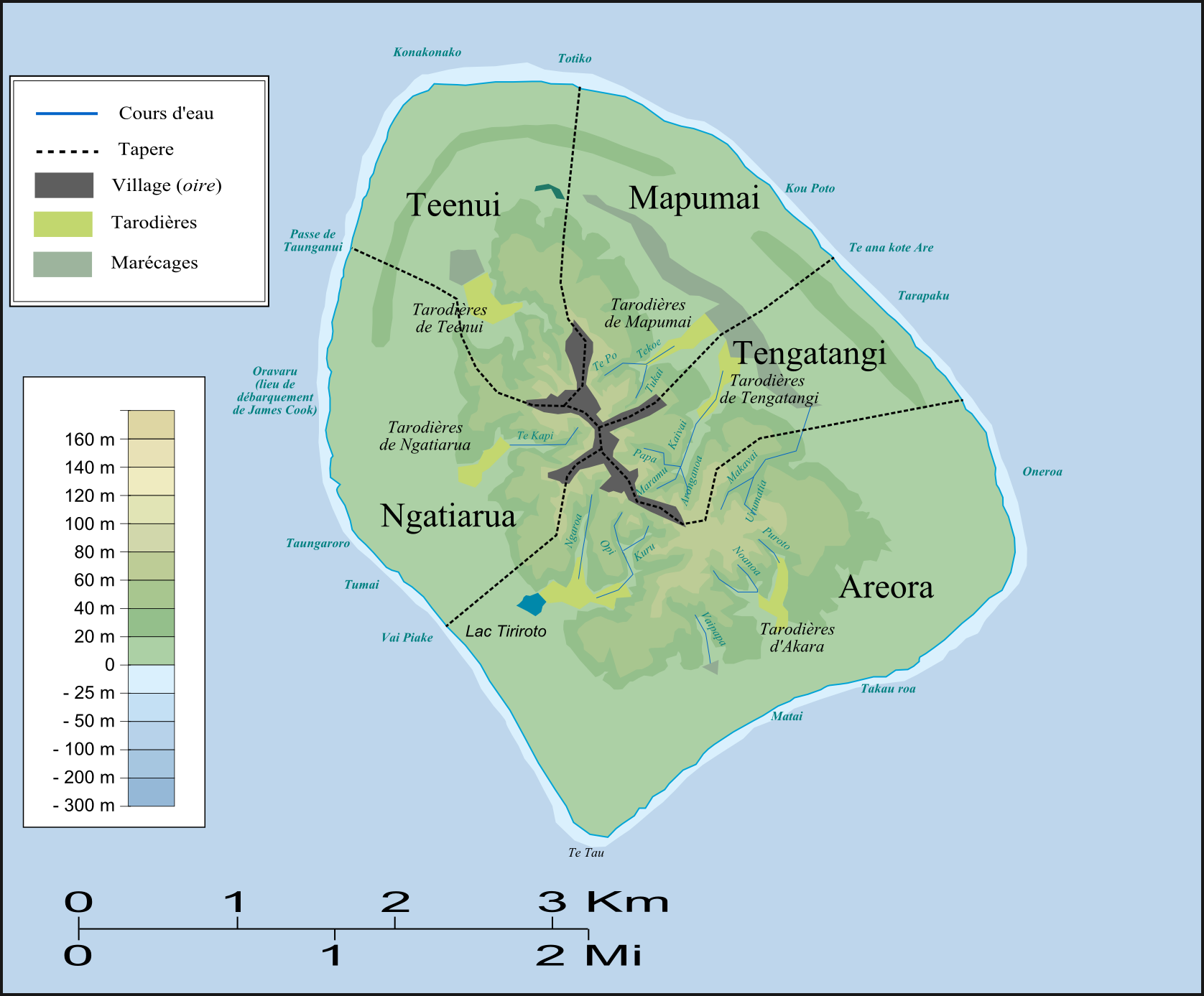
アチウ島地図

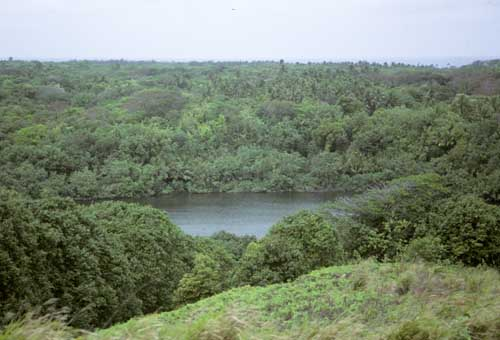
アチウ島のティロト湖

アチウ島（アチウとう、Atiu）は、クック諸島の島。ラロトンガ島の187㎞北東に位置し、クック諸島の南方諸島群に属する。
アチウ島は隆起した火山島であり、中心部の肥沃な平地の周りは、6mほどの隆起したサンゴ礁（マカテア）にぐるりと囲まれている。アチウ島の21㎞北西にある無人島のタクテア島は、行政上アチウ島の一部となっている。
アチウ島ではコーヒーが栽培されており、一時衰退していたもののドイツの経済学者ユルゲン・マンスケ=アイムケ（Jürgen Manske-Eimke）によってアチウコーヒー工場株式会社が設立され、商業生産が復活した。2012年の時点で、アチウコーヒー工場株式会社は39ヘクタールの土地を管理し、4.5トンのコーヒー豆を焙煎している。